# Alessandro Piperno
Alessandro Piperno (* 25. März 1972 in Rom) ist ein italienischer Schriftsteller und Hochschullehrer. 
Sein 2005 erschienener Debütroman Con le peggiori intenzioni (dt.: Mit bösen Absichten) wurde mit zwei wichtigen italienischen Literaturpreisen, dem Premio Viareggio und dem Premio Campiello, ausgezeichnet. 2012 wurde er für Inseparabili mit dem Premio Strega ausgezeichnet. 
Piperno gilt als großer Kenner von Marcel Proust und lehrt französische Literatur an der Universität Tor Vergata in Rom.

## Werke
- Proust antiebreo, Franco Angeli Editore, 2000 ISBN 88-464-1876-X.
- Con le peggiori intenzioni, Mondadori, 2005  ISBN 88-04-53802-3.
  - deutsch von Marianne Schneider: Mit bösen Absichten. Roman. S. Fischer Verlag, Frankfurt am Main 2006 ISBN 3-10-061904-8.
- Il demone reazionario. Sulle tracce del «Baudelaire» di Sartre, Gaffi Editore, 2007.
- La favola della vita vera, Corriere della Sera (Corti di Carta), (2007).
- Persecuzione. Il fuoco amico dei ricordi, Mondadori, (2010).
  - deutsch von Ulrich Hartmann: Die Verfolgung. Im Feuer der Erinnerungen, Roman. S. Fischer Verlag, Frankfurt am Main 2013, ISBN 978-3-10-061905-1.
- Inseparabili. Il fuoco amico dei ricordi, Mondadori (2012).
  - deutsch von Andreas Löhrer: Hier sind die Unzertrennlichen, Roman. S. Fischer Verlag, Frankfurt am Main 2014, ISBN 978-3-10-061906-8.
- Dove la storia finisce. Mondadori, Mailand 2016.
  - deutsch von Barbara Kleiner: Wo die Geschichte endet. Roman. Verlag Piper, München 2019, ISBN 978-3-492-05868-1.